# Croix des évadés 1940-1945
La croix des évadés 1940-1945 (néerlandais : Kruis der Ontsnapten 1940–1945) était une décoration belge de temps de guerre créée par arrêté-loi du gouvernement belge en exil à Londres le 25 février 1944.  Elle était décernée aux citoyens belges qui, durant la Seconde Guerre mondiale, s'étaient évadés de la Belgique occupée, d'un autre territoire occupé ou d'Allemagne et qui, à la suite de leur évasion, s'étaient prouvés par un acte patriotique en se joignant à un groupe de la résistance, ou avaient été emprisonnés pour un minimum de trois mois à la suite d'un acte patriotique, ou avaient voyagé clandestinement dans le but de participer à une action patriotique belge contre l'ennemi.  Les prisonniers de guerre évadés étaient aussi éligibles à la croix s'ils rencontraient ce dernier critère.
Les critères d'attribution de la croix furent plus tard amendés pour inclure les évadés de territoires non occupés qui firent leur chemin jusqu'au Royaume-Uni pour continuer les combats contre l'ennemi occupant.  Ceci incluait les Belges qui furent sauvés des plages de Dunkerque entre le 28 mai et le 2 juin 1940 et ceux qui, avant le 1er novembre 1940, s'étaient évadés de la France non occupée ou de l'Afrique française du Nord.
Au 7 juin 1954, date de forclusion pour l'introduction des demandes, la croix des évadés avait été octroyée à 4 927 personnes, chiffre relativement faible pour une distinction de guerre. À la demande des organisations d'anciens combattants, une loi de 2001 a été adoptée en vue de permettre à ceux qui n'avaient pu introduire leur demande dans les délais de solliciter cette distinction.

## Insigne
La croix des évadés 1940-1945 est une croix pattée d'une largeur de 39 mm avec des rayons de 7 mm radiants entre ses bras.  Son avers porte un bouclier central large de 14 mm et d'une hauteur de 18 mm arborant un lion rampant superposé à des barreaux de prison. La croix est uniface, son revers est dépourvu de toute image ou inscription.
La croix des évadés 1940-1945 est suspendue d'un anneau à un ruban vert de soie moirée d'une largeur de 37 mm avec une bande centrale noire de 6 mm de large et deux bandes noires de 3 mm de large situées à 6 mm des rebords du ruban.

## Récipiendaires illustres (liste partielle)[3]
- Lieutenant-général Roger Dewandre
- Lieutenant-général Jean-Baptiste Piron
- François De Kinder, major ARA
- Major-général le baron Georges Danloy
- Baron Charles Poswick
- Baron Gilbert Thibaut de Maisières
- Capitaine-commandant aviateur, Ghislain de Behault
- Georges de Menten de Hornes
- Jacques de Duve
- Les frères Jooris (Antoine, Emmanuel et Pierre)
- William Ugeux
- Chevalier Jacques Pastur, lieutenant-colonel